# Les Dupont
Les Dupont est un groupe de musique électronique français, originaire de Nice, formé par Didier Blasco-Giavitto et Louis-Frédéric Apostoly en 1994.

## Biographie
Ils débutent en 1995 sur le label Omnisonus/Polygram qui édite à la même époque des artistes comme Dax Riders et Pacman. Ils font paraître leur premier album Miracle (1996), qualifié par la critique d’intelligent dance music à la française[réf. nécessaire]. Les Dupont réalisent aussi en collaboration avec Liza 'N' Eliaz et Manu le Malin le maxi Hardcore Fever EP-Extreme Vinyl. Ils développent ensuite leur travail par des sets qui mobilisent la perception visuelle et l'écoute (OpenData-IGN, Festival In and Out à la Villa Arson).
En 2009, ils participent à la compilation A la Costa Sud, un album-compilation jazz-ambient réalisé et produit par le musicien-producteur italian Pino Presti, sous le label Edizioni Musicali Curci.
En 2013, Arctic Gymnopédie est un réarrangement de la première Gymnopédie d’Erik Satie monté sur des extraits du film A la conquête du pôle de Georges Méliès. Lauréat du concours Public Domain Remix organisé par l'Open Knowledge Foundation et Wikimedia France, Arctic Gymnopédie est placé à son tour sous une licence libre. En 2014, leur performance Someone Else’s Dream / Crash comprend texte, musique, image, vidéo et scénographie. Elle met en perspective une réflexion philosophique tout en ménageant un traitement particulier du temps et de l’espace. Elle convoque autour de Gilles Deleuze un matériau musical emprunté à Sergueï Prokoviev et à Richard Wagner, des images sur le thème de la manipulation mentale, des extraits d’archives du Hindenburg et des paysages de Slovénie[réf. nécessaire].
En 2014, ils participent pour la troisième fois aux rencontres Paris Electronic Week.
En 2015, ils publient la compilation Darksides. En 2017, ils enregistrent la reprise de la chanson I’m Alive du groupe Electric Light Orchestra pour le film d’art contemporain Body Double 35 (remake de la scène d’ouverture du film Xanadu) réalisé par Brice Dellsperger. Ils enregistrent également un remix de Grândola, Vila Morena (chanson associée à la révolution des Œillets et à la restauration de la démocratie au Portugal) pour le documentaire Lisbonne, I'art à l'assaut des façades réalisé par Marie Brand. Consécutivement, Les Dupont publient l’album de reprises Looking Through. La plupart des titres proviennent d'artistes qui les ont influencés : Electric Light Orchestra, Visage, Human League, Depeche Mode, Kraftwerk… Pour son enregistrement, le groupe a fait appel à d'autres artistes comme le guitariste brésilien Vinícius K Macedo, le chanteur rock français Julien LOko et le contreténor allemand Andreas Scholl. L’album et ses singles Cold Song, Fade to Grey et Full Moon Boogie se hissent au sommet des charts iTunes européens.
En 2018, Didier Blasco-Giavitto compose le titre Music for Ghosts. Cet instrumental, expérimental dans son utilisation de l'électronique et du son, marque un nouveau départ dans une direction plus lumineuse et méditative. Une première version de ce titre a été utilisée comme générique pour l'émission. Une vie une œuvre/Derek Jarman, cinéaste queer 1942-1994 diffusée sur France Culture le 1er décembre 2018. Une deuxième version apparaît dans la bande sonore du film Je reviens vers moi de Sophie Blondy (2020 Héloïse films) qui obtient en 2021 le prix de la meilleure photographie en noir et blanc au festival Santa Monica Shorts Films. La même année, Les Dupont composent deux titres pour la bande originale du film de Rémi Lange L’œuf dure (présenté au Musée d'Art Contemporain de Marseille ; sortie en salles le 28/08/2019). En 2019, Les Dupont collaborent musicalement aux installations vidéo de Brice Dellsperger Xanadu, Carrie et Fucking Perfect, installation vidéo multi-écrans produite et réalisée in situ dans la galerie carrée du centre d’art de la Villa Arson.
En 2021, Les Dupont publient le titre ambient Music for Ghosts. Une première version a été utilisée comme générique pour l'émission Une vie une œuvre/Derek Jarman cineaste queer 1942-1994 diffusée sur France Culture le 01/12/18. Une deuxième version apparaît dans la bande sonore du film Je reviens vers moi de Sophie Blondy, avec Louise Depardieu & Béatrice Nécaille (2020 Héloïse films, prix de la meilleure photographie en noir et blanc au festival Santa Monica Shorts Films 2021, sélection Festival de Cannes 2023).
En 2022, Les Dupont retrouvent Jean-Luc Verna (I Apologize), étudiant comme eux à la Villa Arson, pour la collaboration Les Dupont feat. Jean-Luc Verna. Leurs créations s'inspirent de Siouxsie & The Banshees, Bauhaus, Depeche Mode, The Human League, avec des clins d'œil à The Doors, The Velvet Underground et des standards de jazz (Judy Garland, Marilyn Monroe). Le style est électronique, mais sans ancrage particulier: s'entremêlent au fil des morceaux des ambiances electropop, new wave, house ou même trance. A noter plusieurs références cinématographiques, dont Les yeux de Laura Mars d’Irvin Kerschner.
Les Dupont feat. Jean-Luc Verna font leur première apparition dans un media public le 15 janvier 2021 avec la diffusion de Nightclubbing sur Radio Kanal Centre Pompidou et Hello, I Love You dans l'émission "Affaires culturelles" d'Arnaud Laporte sur France Culture.
En 2023, le label milanais Sunny Crypt réédite le vinyle "Sur L'Eau", premier EP du groupe aujourd’hui très recherché. Sorti en 1994 sur le label Virtual..., ce disque est un mélange unique de house aquatique trippante, d'electronica et d'ambient. Cette nouvelle édition remastérisée est accompagnée d'un bonus techno-trance, "Outremer", précédemment sorti uniquement en CD sur le premier album "Miracle".
Les Dupont retrouvent ensuite Frédérick Rousseau aka Sound Of Mo pour remixer le maxi OKI sorti en 1995, pionnier du style ethno-lounge. Les Dupont ajoutent une touche finale et contemporaine avec les Kimmei, Yamato et Mononobe Remixes.
En 2024, Les Dupont s'associent à l'ensemble vocal Beata Mvsica, sensibilisé aux œuvres sacrées du XVIIe siècle. Ce n'est pas la première incursion des Dupont dans le baroque : en témoigne la version trance de l'Air du froid de Purcell popularisée par Klaus Nomi, avec la voix du contre-ténor Andreas Scholl (extrait de l'album Looking Through, #1 iTunes Top 200 Finland Dance Chart 2018). L'album Sacred Songs et ses trois singles marquent une étape essentielle dans le parcours artistique des Dupont. Sacred Songs tente une expérience musicale inédite, où les harmonies du chant baroque se mêlent aux beats électroniques pour créer un univers sonore à la fois intemporel et avant-gardiste[non neutre].
En 2025, à l’occasion de leurs 30 ans de carrière, Les Dupont dévoilent 30 Electronic Pictures, une compilation anniversaire qui retrace leur carrière en 30 titres . À travers cette sélection, ils proposent un véritable album photo sonore qui parcourt trois décennies de création électronique, entre fulgurance esthétique, ironie politique et expérimentations.

## Style musical et influences
Les Dupont ne se limitent pas à un seul style d’électro : ambient, intelligent dance music avec Miracle,,, house avec Renaissance,, et hardcore avec Black Metal, et Cineteek Rexx,. Didier Blasco-Giavitto commente ainsi la musique du groupe : « Notre inspiration couvre tout le spectre des musiques électroniques, depuis l'ambient jusqu’au hardcore ».
Influencés par SPK et Throbbing Gristle, ils enregistrent plusieurs compositions hardcore dont le single Cineteek Rexx, présent sur plusieurs compilations. En 1995, ils remixent le single Sound of Mo de Frederick Rousseau (musicien-programmeur pour Jean-Michel Jarre et Vangelis) marquant par son originalité et ses sonorités asiatiques[réf. nécessaire]. Sound of Mo ouvrira la voie à ce qu’on appellera plus tard l’ethno-lounge.

## Discographie

### Albums studio
- 1996 : Miracle
- 2000 : Renaissance
- 2005 : Black Metal
- 2007 : In Nocturno, Hiroshima 10 Tracks
- 2008 : Tales From The Ambient House Vol.1
- 2010 : Cineteek Rexx, Film Music Theory
- 2011 : Machine Symphony
- 2012 : Skyline, Live Technopol, Live MPPM
- 2013 : 13
- 2016 : DesignforDreaming
- 2017 : Athenæum
- 2017 : Looking Through
- 2018 : Programmed Memories
- 2019 : Soundtrack
- 2020 : Rainbow Days, Rainbow World
- 2021 : Music For Ghosts
- 2022 : Tales From The Ambient House Vol.2, Screwing Up Some Classics (feat. Jean-Luc Verna), Lost & Found
- 2024 : Screwing Up Some Classics II (feat. Jean-Luc Verna), Sacred Songs (feat. Beata Mvsica)

### Compilations
- 2009 : Transmission The best Of
- 2010 : The Best Of Remixes
- 2014 : 13 REmixed
- 2015 : Reflections, Dark Sides
- 2018 : Looking Through: B Sides and Bonuses
- 2021 : Rainbow Mixes
- 2024 : Screwing Up Some Remixes (feat. Jean-Luc Verna), Screwing Up Some Remixes II (feat. Jean-Luc Verna)
- 2025 : Sacred Spirits (feat. Beata Mvsica), 30 Electronic Pictures

## Distinctions
- 2013 : Lauréats du concours Public Domain Remix avec Arctic Gymnopédie
- 2014 : Lauréats IRCAM LIVE[16] avec Someone Else’s Dream / Crash.
- 2015 : Membres du jury Public Domain Remix[17].